# Wasserwanzen
Wasserwanzen (Nepomorpha) sind eine weltweit verbreitete Gruppe von Wanzenarten (Heteroptera), die alle im Süßwasser leben. Sie verlassen das Wasser nur, wenn sie einen Ortswechsel vornehmen oder zur Überwinterung an Land gehen. Zur Atmung erscheinen sie nur kurz an der Wasseroberfläche. Einige Arten sind sogar so angepasst, dass sie dauernd unter Wasser leben können.

## Systematik
Die Nepomorpha sind neben den Leptopodomorpha, Gerromorpha, Dipsocoromorpha, Pentatomomorpha, Enicocephalomorpha und Cimicomorpha eine Teilordnung der Wanzen. Zu ihnen gehören die Familien der Skorpionswanzen (Nepidae), die Riesenwanzen (Belostomatidae), die Ruderwanzen (Corixidae), die Schwimmwanzen (Naucoridae), die Rückenschwimmer (Notonectidae), die Zwergrückenschwimmer (Pleidae), die Grundwanzen (Aphelocheiridae) sowie die nicht in Europa vertretenen, an Uferlebensräume angepassten Gelastocoridae und die Ochteridae.

## Merkmale
Kennzeichnend für diese aquatischen Insekten sind neben besonderen Atemeinrichtungen und der Unbenetzbarkeit des Körpers eine stromlinienförmige Körpergestalt und meist deutlich ausgebildete Schwimmbeine. Ihre Fühler sind stark verkürzt und von oben nicht sichtbar. Neben sehr kleinen Formen wie beispielsweise einige Vertreter der Ruderwanzen (Unterfamilie Micronectinae), welche teilweise unter 2 Millimeter messen, existieren innerhalb der Nepomorpha auch die weltweit größten Wanzenarten. Diese vor allem tropischen Riesenwanzen (Belostomatidae) können über 10 Zentimeter Körperlänge erreichen. Ein weiteres kennzeichnendes Merkmal der Wasserwanzen sind die vielfach gut ausgebildeten Vorderflügel. Die Flügeldecken (Hemielytren) zeigen den für Wanzen charakteristischen Aufbau und tragen meist einen für die Atmung notwendigen Luftvorrat.

## Ernährung
Alle Wasserwanzen sind Räuber mit geringer Spezialisierung auf bestimmte tierische Nahrung. Sie ergreifen ihre Beute und saugen sie mit Hilfe ihrer stechend-saugenden Mundwerkzeuge, dem Saugrüssel, aus. Eine Ausnahme bilden einige Vertreter der Ruderwanzen (z. B. Gattung Corixa), die sich von pflanzlichem und tierischem Detritus und Algen ernähren. Die eingliedrigen Fußglieder (Tarsen) der Vorderbeine sind bei diesen schaufelartig ausgebildet; mit ihnen werden am Boden liegende pflanzliche Abfallstoffe dem Mund zugeführt.

## Atmung
Skorpionswanzen verfügen über eine oft körperlange, starre Atemröhre am Hinterleib, welche sie aus der Wasseroberfläche herausstrecken. Am Ende der Atemröhre liegt die Atemöffnung. Auch die Riesenwanzen verfügen über eine solche Atemvorrichtung, welche aktiv mit Hilfe besonderer Muskeln hervorgestreckt oder eingezogen werden kann. Alle anderen Wasserwanzen haben keine solche Atemröhre. Der Körper der Ruderwanzen, Rückenschwimmer, Zwergrückenschwimmer und Schwimmwanzen ist von einem Luftfilm bedeckt, der auf dem Rücken von den Flügeln und auf der Unterseite von wasserabweisenden (hydrophoben) Härchen gehalten wird. Durch Totalreflexion an der Grenzfläche zwischen Luft und Wasser erscheint die Unterseite silbrig glänzend. Dieser Luftvorrat dient zur Atmung und liefert zusätzlich nach dem Prinzip der physikalischen Kieme Sauerstoff. Grundwanzen besiedeln den Grund von strömungsreichen und damit sauerstoffreichen Gewässern. Sie kommen nie an die Wasseroberfläche. Sie nehmen den Sauerstoff über Hautatmung direkt aus dem Wasser auf.

## Fortbewegung
Die meisten Arten sind sogenannte nektische Tiere. Sie bewegen sich mit Hilfe von Schwimmbeinen fort und gelangen so an die Wasseroberfläche zum Atmen. Nicht alle Wasserwanzen sind gute Schwimmer. Die Grundwanzen leben in Sandschichten am Boden eingegraben. Nur wenn sie an Sauerstoffmangel leiden kommen sie aus dem Untergrund heraus, kriechen an andere Stellen oder schwimmen sogar. Wasserskorpione und Zwergrückenschwimmer schwimmen nur ungern. Meist sitzen sie am Boden und klettern nur zum Atmen an Wasserpflanzen zur Wasseroberfläche. Schwimmeinrichtungen wie Schwimmhaare sind bei den genannten Familien nur gering ausgeprägt. Gute Schwimmer sind dagegen die Schwimmwanzen, die Riesenwanzen und die Rückenschwimmer mit gut ausgebildeten Schwimmbeinen. Das letzte Beinpaar ist dabei das eigentliche Ruderorgan. Die Schienen (Tibien) und Füße (Tarsen) sind mit steifen Borstenhaaren besetzt. Beim Rückschlagen der Beine spreizen sich die Haarborsten und vergrößern die Ruderfläche. Sehr gewandt und aktiv sind einige Arten der Ruderwanzen. Durch ihr geringes spezifisches Gewicht haben sie einen gewaltigen Auftrieb. Sie durchschießen gewissermaßen die Strecke vom Gewässergrund zur Oberfläche und sind sogar im Stande das Oberflächenhäutchen zu durchstoßen und direkt in den Flug überzugehen. Schenkel (Femur), Schiene und Fuß der Hinterbeine sind sehr kräftig entwickelt, breit abgeplattet und mit einem dichten Besatz von langen borstenartigen Schwimmhaaren versehen. Etliche Arten sind gute Flieger wie beispielsweise die Rückenschwimmer, viele Vertreter der Wasserwanzen sind jedoch aufgrund reduzierter Flügel flugunfähig.

## Namen
Die Gruppe der Wasserwanzen wurde früher „Hydrocorisae“ genannt. Die verkürzten Fühler der Vertreter dieser Gruppe haben außerdem zu dem heute nicht mehr gebräuchlichen Namen „Cryptocerata“ geführt.

## Fossile Belege
Die älteste fossile Wasserwanze (Paraknightia magnifica Evans, 1953) ist im Oberen Perm Australiens gefunden worden. Aus dem Malm Süddeutschlands ist eine ihren rezenten Verwandten schon äußerst ähnliche Gattung (u. a. Mesonepa minor Handlirsch, 1926) bekannt. Ferner wurden Funde im Oberen Jura von England und im eozänen Moler Dänemarks sowie dem gleichaltrigen Baltischen Bernstein gemacht.